# 赤坂 (花街)

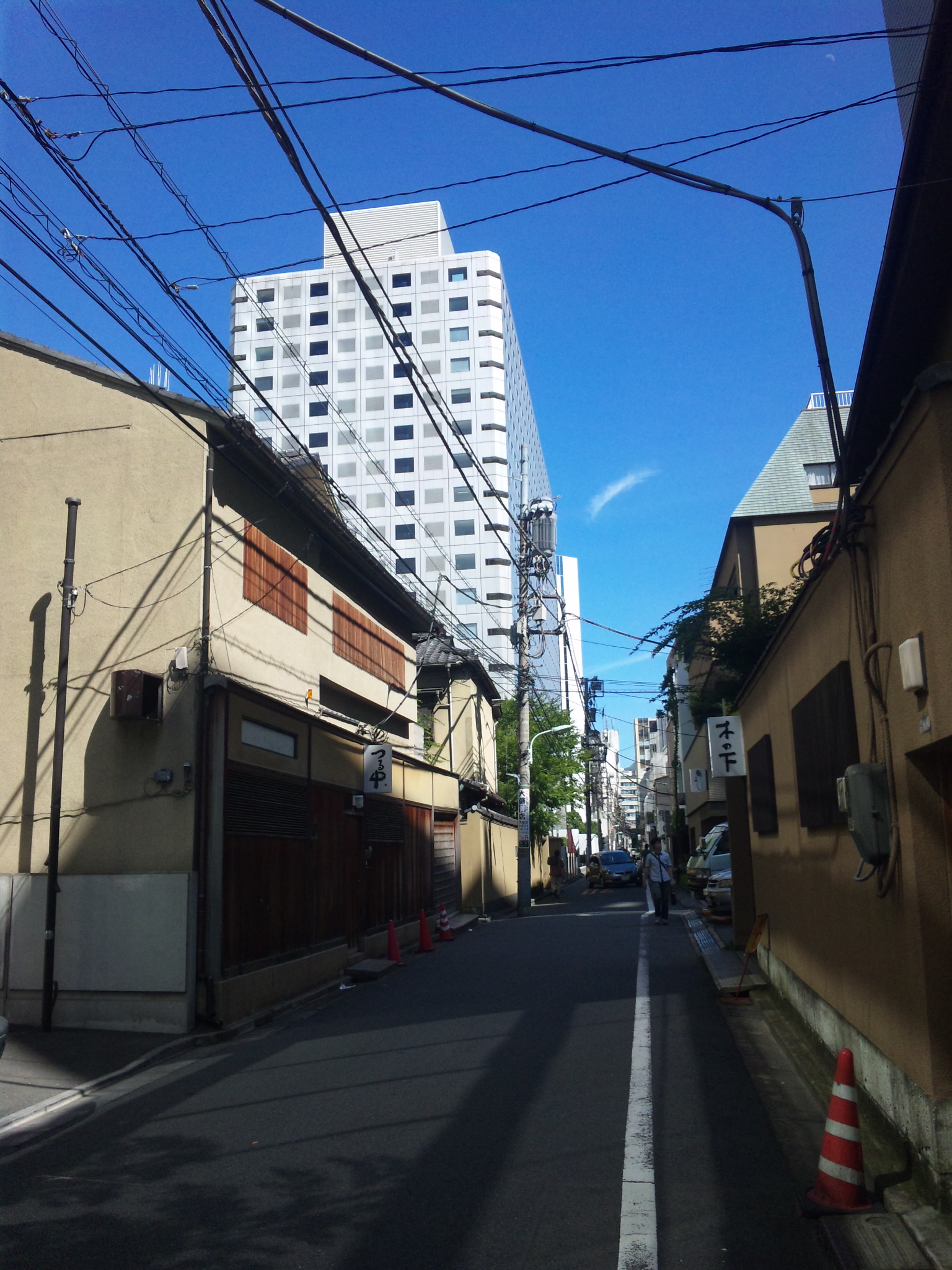
赤坂 (花街)

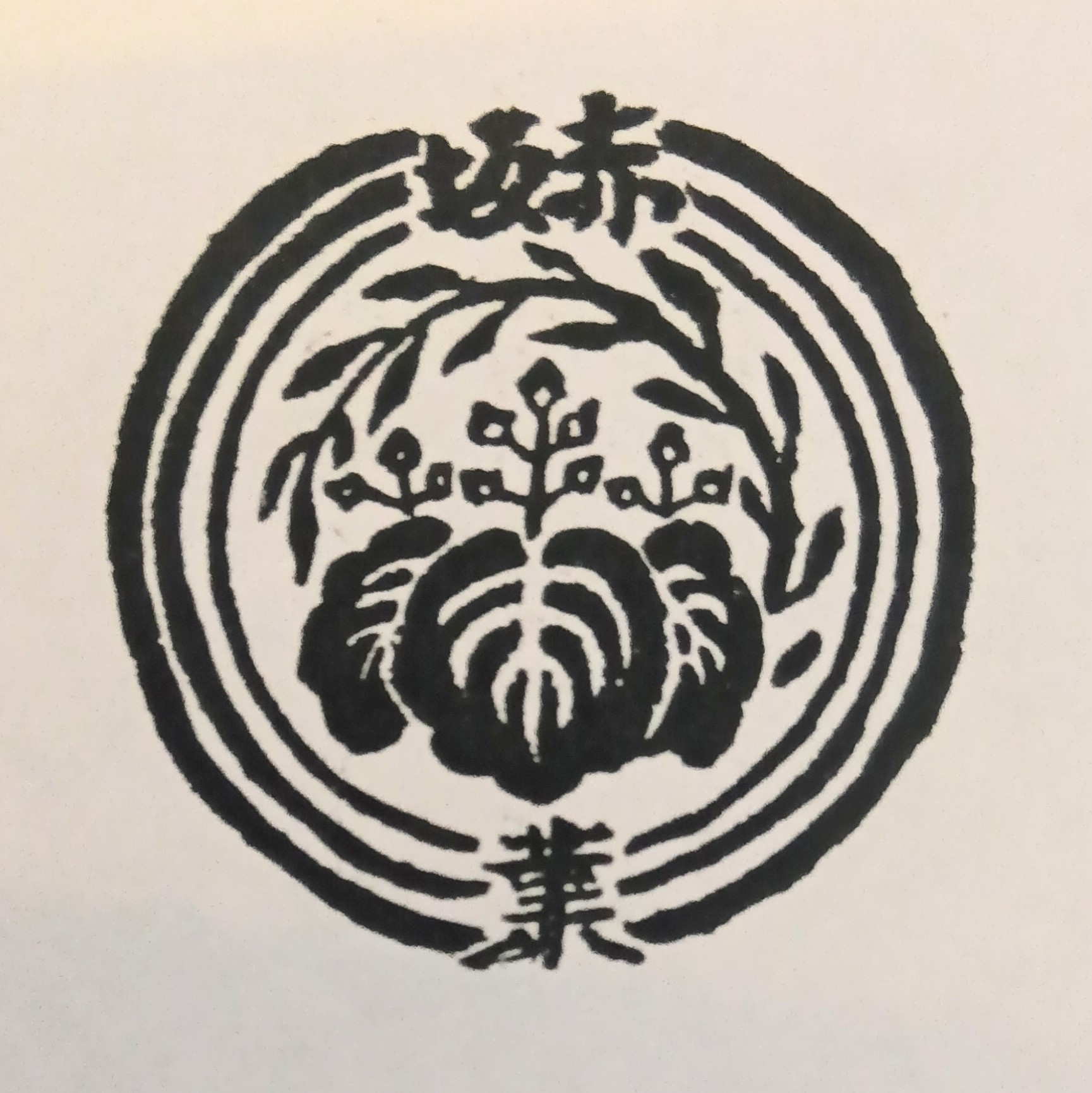
赤坂 花街 紋章

赤坂（あかさか）は東京都港区赤坂に位置する花街で、東京六花街のひとつである。

## 沿革
かつて赤坂には「溜池」（ためいけ）という大きな池が存在し、その周辺に各藩の大名屋敷が混在していた。溜池は当時、風光明媚でホタルが飛び交う場所として知られていた。それに随時して茶店がつくられた。延享年間には溜池の端に足軽や下男の慰安所たる娼家が数軒あったと言われる。文化文政時代に4、5軒の私娼宿が現れ、岡場所（江戸時代の非公認の花街、遊廓）が形成される。赤坂の女郎は「麦飯」とも別称されたが、これはもともと麦飯を商った店が売女を置いたことに由来するという説と、吉原・深川を米飯に例え、それより劣ることから麦飯と呼んだという説がある。また、付近に湯女風呂があったため、赤坂に江戸屋敷があった紀州家では無届で家臣が町湯に行くことを禁じ、禁を破った場合は家名断絶の厳罰を設けたが、町人は自由で岡場所とともに賑わった。天保の改革でこれらはいったん一掃されるが、嘉永時代に復活し、料理屋3軒、芸者20人の花街となる。
しかし、芸妓を置く花街として機能するのは明治以降である。赤坂で初めて芸妓屋の看板を掲げたのは1869年の伊勢屋とされ、その3年後に豊倉屋、春本、林家が相次いで開業した。1883年には芸妓屋18軒を数え、花街としての格付けは東京二五花街のうち最下級の24番目だったが、官衙や住宅地に近く、柳橋など高級な場所では遊べない下級官員や御用商人の手軽な遊び場として重宝された。新興地で自由な営業形態をとり、安売りで新橋などに対抗し、1893年頃には「赤坂主義」が安売りの代名詞ともなった。日露戦争を契機に繁栄し、1906年には芸妓屋65軒を数えた。春本、林家の2軒がそれぞれ十数名の芸者を抱え、料理屋の八百勘、三河屋と力を合わせて発展し、ついには新橋・柳橋と肩を並べる山の手花街の代表格となる。一軒で多くの芸妓を多数抱えているところが赤坂の特徴であった。近くに兵営ができ、国会も開設されたことにより、軍人、政治家の利用が増え、最盛期には芸妓400名、特に春本の萬龍（まんりゅう）や林家のりん子という芸妓が売れっ子として名を知られ彼女らの写真が完売になるほどであった。こうした人気芸者や芸妓屋の競い合い、ダンス場付きの待合といった新様式の登場、海軍や海運業者の引き立てなどで大いに繁栄し、一時は新橋をしのぐほどの勢いとなった。関東大震災や昭和恐慌の影響を受けたものの、昭和初期には芸妓屋120軒、芸妓約400名、料理屋10軒、待合90軒を数えた。
昭和30年（1955年）には芸妓300名、料亭80軒であったが政治家による「待合政治」が批判を生み減少し、バーやスナック、クラブなどがの業種が増え、2007年時点で、料亭6軒、芸妓10人前後となった。2009年（平成21年）、4年前の2005年（平成17年）に閉店していた料亭「金龍」が新業態の店として復活し話題を呼んだ。
2016年に赤坂芸者の育子（本名・室園紀久子）が花柳界として初の旭日双光章を受章した。

## エピソード
- 大正年間に料理店として競った八百勘、三河屋は、1917年の「東京の有名料理店番付」においてそれぞれ東の大関、西の大関として評価されている[8]。